# Бестла
Бесла, Бестла (исл. Bestla) — в Скандинавской мифологии великанша из рода инеистых великанов, дочь Бёльторна. Вышла замуж за Бора, сына Бури. Известна тем, что является матерью Одина и его братьев Вили и Ве («Старшая Эдда»). Считается, что она мать всех асов.
Имя великанши древнее. Его можно произвести из фризского языка от слова bóst «жена». В этом случае имя Бури понимается как «отец», «прародитель», а Бор как «сын», женой которого была Бесла. По другой версии от прагерманского слова *bastilón «дающий кору» через древнескандинавское слово bastr «луб» и bestisíma «лыко» имя связывается мифом о происхождении мира от дерева Возможно, Бестла — луб дерева Иггдрасиль на котором Один переродился, принеся самого себя в жертву своим копьем Гунгнир, как рассказывает поэма Речи Высокого.